# Comuna Hănțești, Suceava
Hănțești este o comună în județul Suceava, Moldova, România, formată din satele Arțari, Berești și Hănțești (reședința). Căile de acces spre comună sunt: DJ 208B și DJ 208D.
Prima atestare documentară a satului Hănțești este cuprinsă într-un act de danie emis la Suceava, la data de 15 iulie 1431 de către domnitorul Moldovei, Alexandru cel Bun.
În estul comunei curge râul Siret care formează limita administrativ–teritorială a județului Suceava, în care se varsă râul hantesti care străbate satul Hănțești. Fauna este reprezentată de mistreți, cerbi, căprioare, iepuri, vulpi, rozătoare etc. Terenurile arabile au calitate medie. Activitățile mai importante ale cetățenilor sunt cultivarea plantelor, creșterea animalelor, prelucrarea lemnului.
Satul Berești este așezat la o distanță de 4 km nord de centrul comunei. Satul Arțari se află la o distanță de 9 km nord-vest față de centrul comunei. La ultimul recensământ al populației din anul 2002, populația comunei număra 3.728 de locuitori, cu 1.278 gospodării.
Majoritatea locuitorilor sunt români.
Prin Legea 2/1968 comuna Hănțești a fost desființată, satele trecând la comuna Adâncata. În urma referendului din 15 decembrie 2002 s-a hotărât reinființarea comunei cu satele Hănțești, Berești, Arțari ,consfințită prin legea 473/2003.
Până la reforma administrativă din 1950 a făcut parte din județul Dorohoi.

## Descrierea stemei
Stema comunei Hănțești se compune dintr-un scut triunghiular cu marginile rotunjite, scartelat în săritoare, roșu și argint; peste liniile de partițiune se află două lăncii de cavaler (lemn cu vârf și talpă din fier), încrucișate în săritoare. În cartierul 1 se află un trident de aur. În cartierele 2 și 3 se află câte o frunză de arțar roșie. În cartierul 4 se află o frunză de arșar de argint. Scutul este trimbrat de o coroană murală de argint cu un turn crenelat.
Cele două lăncii fac referire la cavalerii husari ai lui Hâncu, de unde și denumirea localității. Ele fac parte și din blazonul familiei Silion. Tridentul de aur era însemnul boierilor Cupcici, care au avut moșii în zonă. Frunzele de arțar semnifică unul din satele componente ale localității, și anume Arțari. Coroana murală cu un turn crenelat semnifică faptul că localitatea are rangul de comună.

## Obiective turistice
- Biserica Duminica Tuturor Sfinților din Hănțești - monument istoric construit în secolul al XV-lea și refăcut în anul 1822 de spătarul Teodor Silion

## Demografie
Componența etnică a comunei Hănțești
     Români (95,23%)
     Alte etnii (4,77%)
Componența confesională a comunei Hănțești
     Ortodocși (82,63%)
     Penticostali (12%)
     Alte religii (0,48%)
     Necunoscută (4,9%)
Conform recensământului efectuat în 2021, populația comunei Hănțești se ridică la 3.776 de locuitori, în creștere față de recensământul anterior din 2011, când fuseseră înregistrați 3.607 locuitori. Majoritatea locuitorilor sunt români (95,23%). Din punct de vedere confesional, majoritatea locuitorilor sunt ortodocși (82,63%), cu o minoritate de penticostali (12%), iar pentru 4,9% nu se cunoaște apartenența confesională.

## Politică și administrație
Comuna Hănțești este administrată de un primar și un consiliu local compus din 13 consilieri. Primarul, Daniel Olariu[*], de la Partidul Social Democrat, este în funcție din 2012. Începând cu alegerile locale din 2024, consiliul local are următoarea componență pe partide politice:
|  | Partid                    | Consilieri | Componența Consiliului | Componența Consiliului | Componența Consiliului | Componența Consiliului | Componența Consiliului | Componența Consiliului | Componența Consiliului | Componența Consiliului | Componența Consiliului | Componența Consiliului | Componența Consiliului |
|  | ------------------------- | ---------- | ---------------------- | ---------------------- | ---------------------- | ---------------------- | ---------------------- | ---------------------- | ---------------------- | ---------------------- | ---------------------- | ---------------------- | ---------------------- |
|  | Partidul Social Democrat  | 11         |                        |                        |                        |                        |                        |                        |                        |                        |                        |                        |                        |
|  | Partidul Național Liberal | 2          |                        |                        |                        |                        |                        |                        |                        |                        |                        |                        |                        |

## Imagini

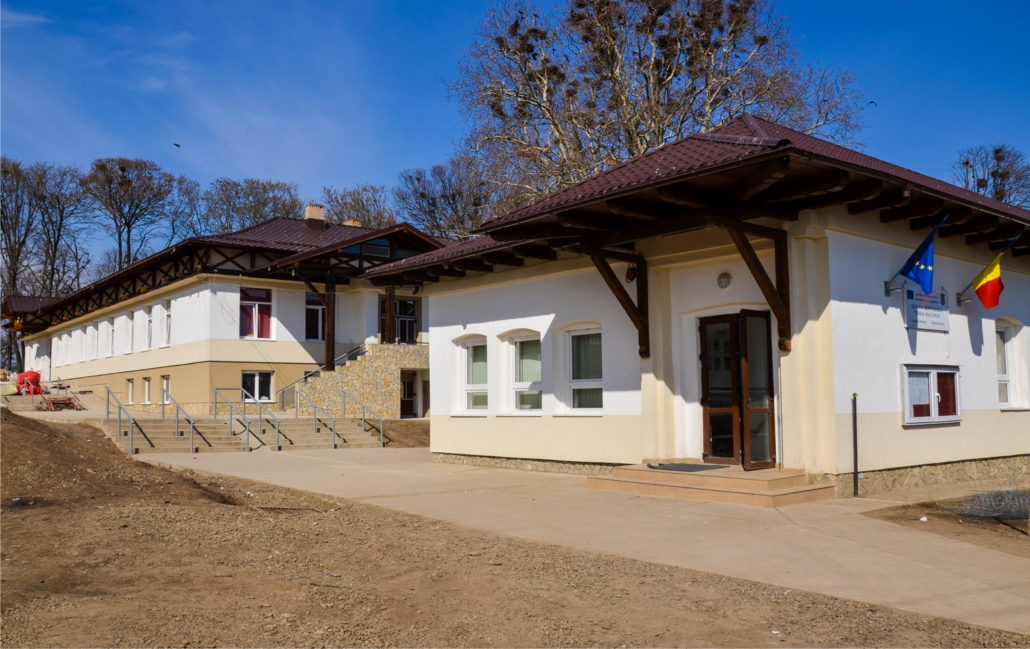
Școala din Hănțești
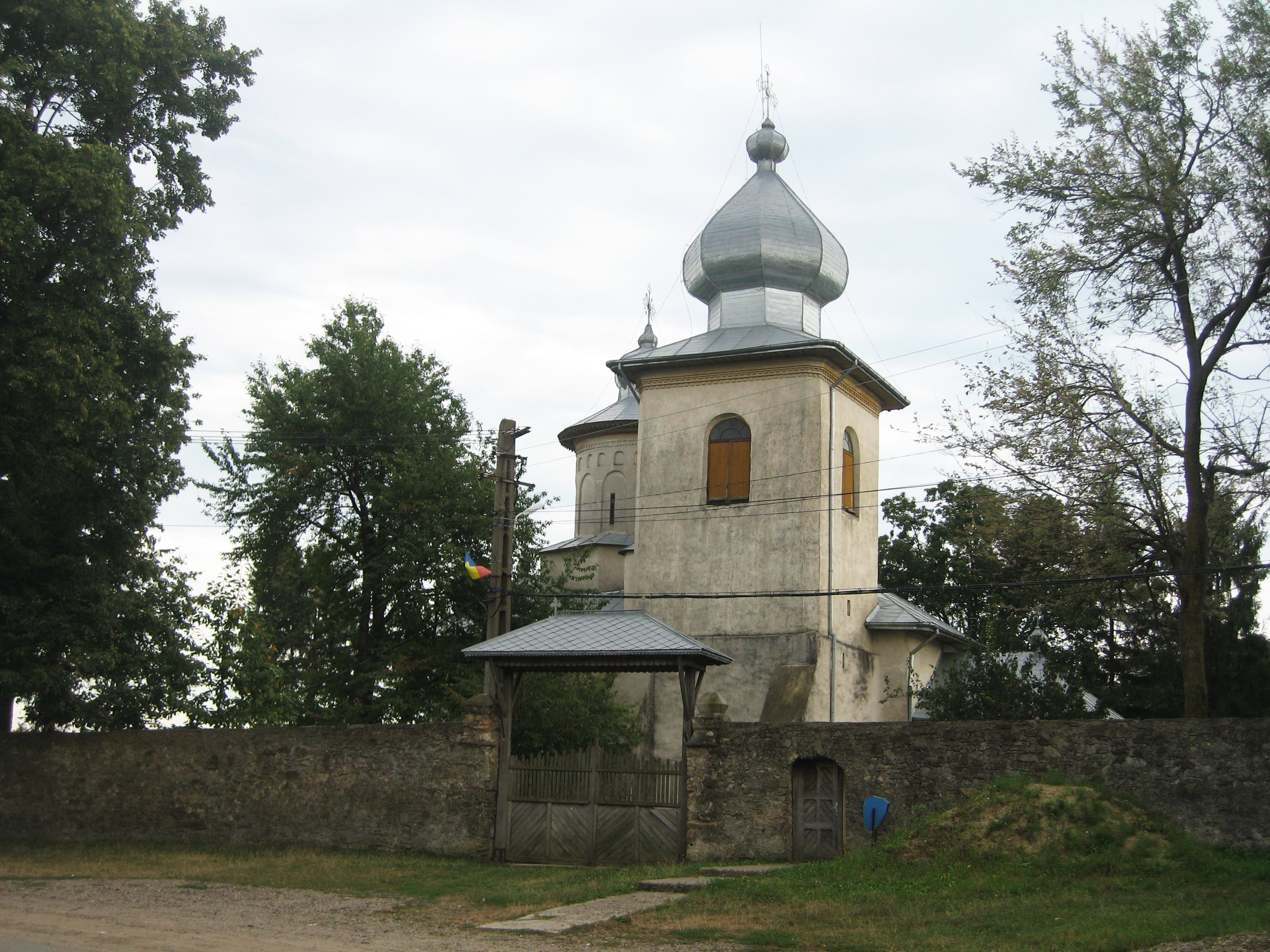
Biserica „Duminica Tuturor Sfinților” din Hănțești